# Grit Hegesa

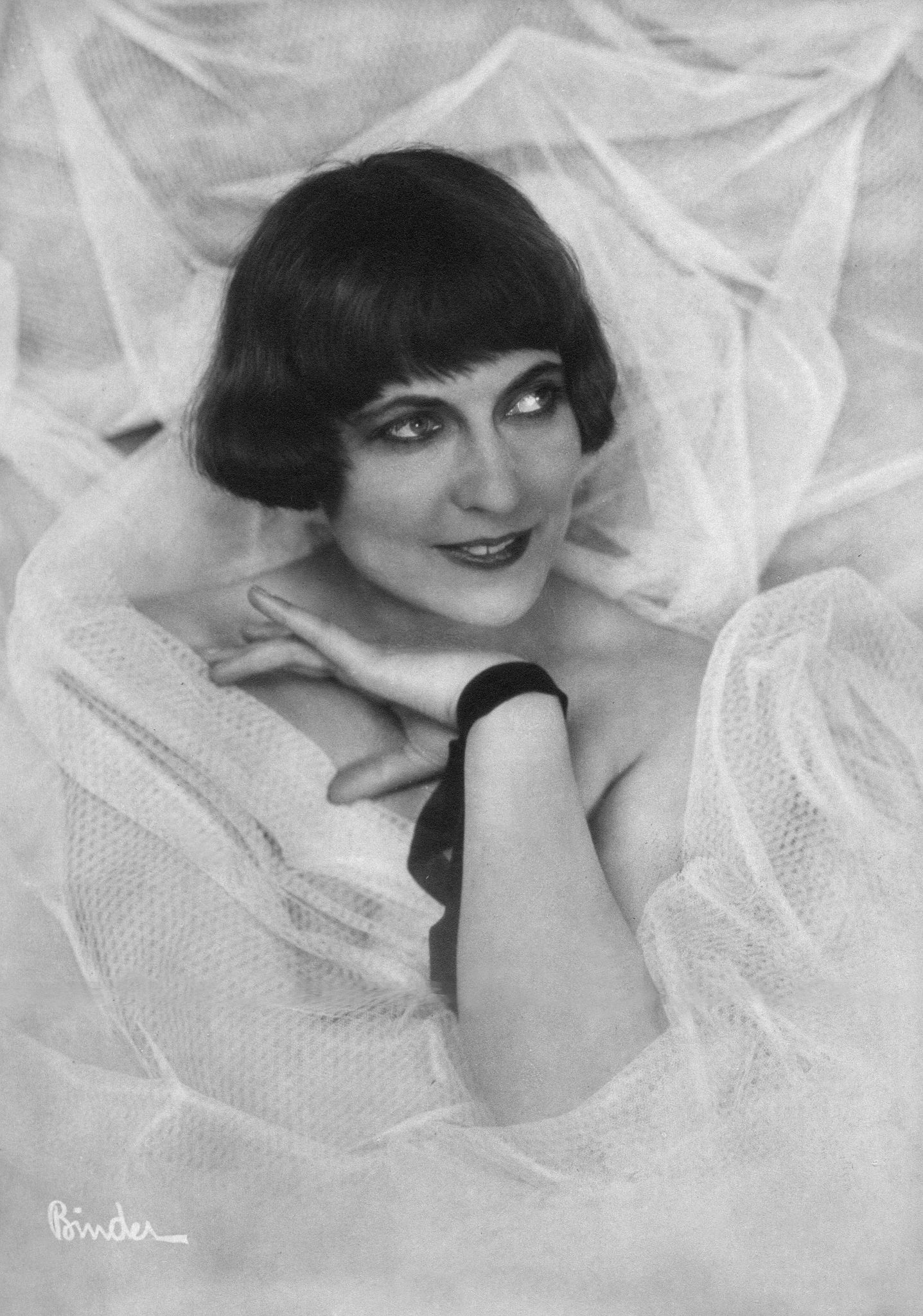
Grit Hegesa auf einer Fotografie von Alexander Binder

Grit Hegesa, gebürtige Caroline Margaretha Schmidt, (* 23. Dezember 1891 in Niederlahnstein; † 17. Januar 1972 in München) war eine deutsche Tänzerin und Stummfilmschauspielerin.

## Leben
Die gebürtige Rheinländerin besuchte eine Klosterschule, ehe sie (noch vor dem Ersten Weltkrieg) im englischen Brighton Sprech- und Tanzunterricht erhielt. Zurück in Deutschland heiratete sie am 22. April 1911 den Rhenser Kaufmann Johann Nikolaus Meyer. Die Ehe wurde am 1. März 1919 geschieden. Anschließend nahm Grit Hegesa Engagements an Bühnen wie dem Deutschen Theater in Köln und dem Palast-Theater in Berlin an. An dem von Max Reinhardt geführten Kleinen Schauspielhaus der Reichshauptstadt gab sie eigene Tanzabende. 1920 bis 1922 arbeitete sie mit Jaap Kool zusammen, der für sie komponierte und sie bei ihren Auftritten am Klavier begleitete.
Zu Beginn des Ersten Weltkriegs wurde sie von der kaiserlichen Regierung zu Propagandazwecken in die Niederlande entsandt. Seit der Spätphase des Kriegs kamen auch Verpflichtungen beim Film hinzu. Vor allem in den ersten beiden Nachkriegsjahren sah man Grit Hegesa mit einer Reihe von Hauptrollen in Kinoproduktionen; mehrfach wurde sie auch als Tänzerin besetzt, z. B. an der Seite von Conrad Veidt in dem expressionistischen Stoff Wahnsinn. Nach ihrer letzten Rolle der Cissy Mohr in der Adaption von Arthur Schnitzlers Fräulein Else, ein recht kleiner Part, zog sich die Künstlerin vom Film zurück und widmete sich noch gelegentlich ihrer eigentlichen Profession, dem Tanz. Grit Hegesa war seit dem 8. April 1925 in zweiter Ehe mit dem Maler Emil van Hauth verheiratet.

## Filmografie
- 1917: Des Prokurators Tochter
- 1918: Hotel Esplanade
- 1919: Geflüster des Teufels
- 1919: Wahnsinn
- 1919: Seine Beichte
- 1919: Miss Sarah Sampson
- 1919: Erdgift – Vera-Filmwerke
- 1919: Das Recht der freien Liebe
- 1919: Miss Sarah Sampson
- 1920: Der Mann auf der Flasche
- 1920: Der weiße Pfau

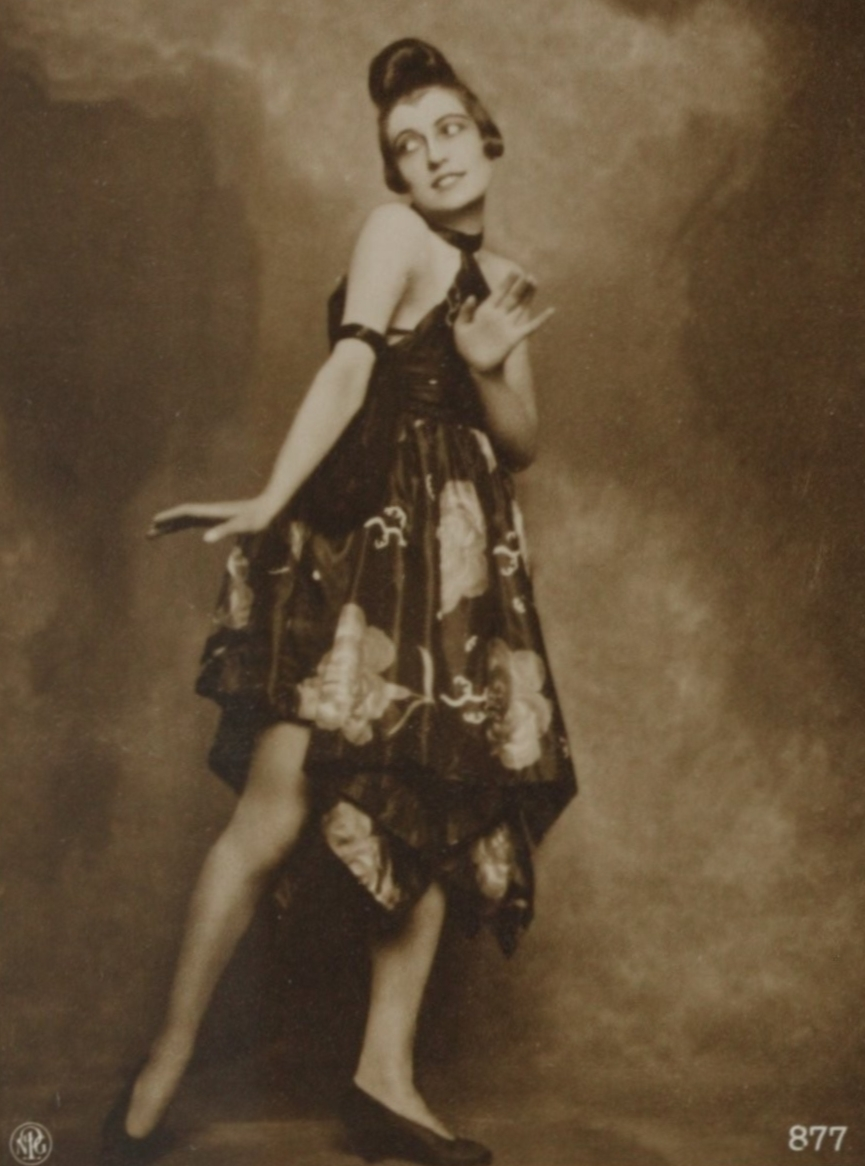
Grit Hegesa, fotografiert von Nicola Perscheid

- 1920: Whitechapel. Eine Kette von Perlen und Abenteuern
- 1921: Nachtbesuch in der Northernbank
- 1921: Mann über Bord
- 1921: Die Nacht ohne Morgen
- 1921: Kinder der Finsternis, 1. Teil: Der Mann aus Neapel
- 1922: Kinder der Finsternis, 2. Teil: Kämpfende Welten
- 1929: Fräulein Else

## Literatur

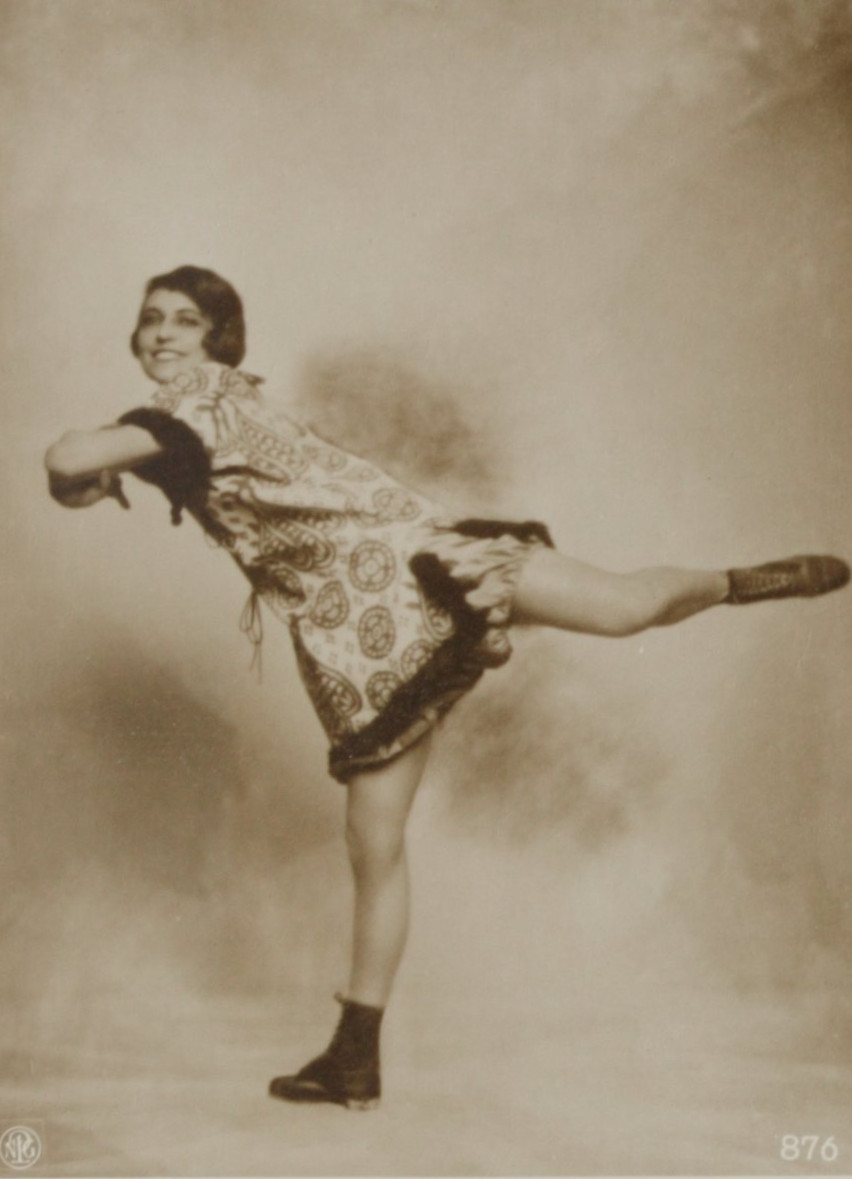
Grit Hegesa, fotografiert von Nicola Perscheid